# 冀鲁豫1945年夏季战役
冀鲁豫1945年夏季战役，中国亦称冀鲁豫1945年夏季攻势，是中国抗日战争中发生的战役。
冀鲁豫军区继春季攻势胜利之际展开战役，历经东平战役、成（安）临（漳）安（阳）、阳谷等战役。